# Steven Gerrard
Steven George Gerrard, MBE, angleški nogometaš in trener, * 30. maj 1980, Whiston, Merseyside, Anglija, Združeno kraljestvo.
Gerrard je dolgoletni in sedaj upokojeni igralec Liverpoola in angleški reprezentant ter nazadnje kluba LA Galaxy.

## Zgodnja kariera
Gerrard je začel igrati za lokalno moštvo Whiston Juniors. Odkril ga je Liverpoolov skavt. Takrat je bilo Stevenu šele 8 let in Gerrard se je Liverpoolovi akademiji pridružil še kot šolar že leta 1987. Vendar mladost je terjala davek in odigral je le nekaj tekem a se zelo hitro razvijal. Tako je med 14 - 16 letom odigral 20 tekem.
Pri 14 so za Gerrarda številni klubi vključno s Manchester Unitedom ponudili velike vsote denarja za njegov prestop a Liverpool ga je uspel zadržati. Med tem časom je v delovni nesreči na vrtu skoraj izgubil prst.
Svojo prvo profesionalno pogodbo je podpisal z Liverpoolom 5. novembra 1997. Na teden je dobil 700£.

## Liverpoolova prva ekipa

### 1998 - 1999: Debitantska sezona
Za prvo Liverpoolovo ekipo je prvič zaigral 29. novembra 1998. V igro je prišel v drugem polčasu, ko je zamenjal Vegard Heggema na tekmi proti Blackburnu. Prvič je tekmo začel v UEFA Cupu na tekmi proti klubu Celta Vigo. Zaradi poškodbe igralca Jamie Redknappa je Gerrard do konca sezone odigral 13 tekem.

### 1999 - 2000: Prva regularna sezona
V tej sezoni je maneger Liverpoola Gérard Houllier Gerrarda postavil v prvi enajsterici skupaj s centralnim veznim igralcem Jamiejem Redknappom. Po borbah za mesto v prvi enajsterici na šestih tekmah se mu je nato izmuznil nastop v prvi enajsterici na mestnem derbiju proti Evertonu. V igro je vstopil v 66. minuti ko je zamenjal Robbie Fowlerja, a tekme ni končal saj je dobil rdeči karton zaradi grobega štarta na igralca Evertona Kevina Cambella. kasneje je dosegel svoj prvi gol v članski konkurenci to je bilo na tekmi Liverpoola proti ekipi Sheffield Wednesday, ki jo je dobil Gerrardov klub z izidom 4:1.
Imel je stalne težave s hrbtom zato so se mnogi novinarji in predvsem pristaši njegovega kluba bali, da ga nikdar ne bodo videli igrati v pravi luči. Zato se je takratni manager kluba Gerard Houllier odločil Gerrardu nuditi posebno zdravljenje. Po obisku zelo priznanega športnega svetovalca Hans-Wilhelm Müller-Wohlfartha je diagnoza pokazala, da so bile Gerrardove bolečine posledice hitre rasti v kratkem času. Po zdravljenju so bili on in Liverpool prepričani, da se težave te vrste ne bodo ponovile. Kasneje so Gerrarda zadele težave z dimljami. Za okrevanje je potreboval štiri operacije. Kasneje pa se je srečal še s Liverpoolovim zdravnikom in enim izmed francoskih zdravnikov (k njemu ga je poslal takratni manager kluba Gerard Houllier, ki je prav tako francoz). Vse se je uredilo in spet je lahko neovirano igral za svoj klub. Vendar rast za dobrih 7,5 centimetrov ali 3 palce je vseeno pustila posledice še danes. V zgodnji karieri zaradi tega ni bil zmožen igrati dveh tekem na teden.

### 2000 - 2001 »Trojna«sezona
V sezoni 2000 - 2001 je osvojil prvo trofejo: težave iz prejšnje sezone je pustil za sabo in prvič odigral 50 tekem v prvi postavi v eni sezoni. V polno je zadel 10 krat. V tej sezoni je Liverpool osvojil dve domači lovoriki: Angleški ligaški nogometni pokal in FA Cup - najstarejšo nogometno tekmovanje. V finalu UEFA Cupa (danes Evropska liga) je Liverpool po pravi drami po podaljških s 5-4 ugnal španski Alaves. Na tej tekmi je Gerrard dosegel svoj prvi gol na katerem koli finalu v dresu članske ekipe. Na koncu sezone je Gerrard prejel nagrado PFA Young Player of the Year - nagrada za najboljšega mladega igralca sezone v Angliji.

### 2001 - 2002 Naraščanje forme
Po »trojni« sezoni je postajal vse bolj in bolj vpliven člen pri Liverpoolu. Postajal je tudi vse bolj izkušen in težave so skoraj povsem upadle. Igral je pomemben člen v svoji ekipi. Z obilo njegove pomoči je Liverpool sezono končal na drugem mesti v Premier ligi z najboljšim točkovnim izkupičkom v zadnjem desetletju. V tej sezoni je takratnega trenerja Gerrardove ekipe Gérard Houllierja doletela huda bolezen a se je je nasrečo rešil in vodil Liverpool do konca sezone. Liverpool je tudi po njegovi pomoči do konca sezone igral odlično pri tem sta blestala predvsem prav Gerrard in Michael Owen.

### 2002 - 2003 Zmagovalci Ligaškega pokala
Gerrard je začel igrati slabo to se je začelo na tekmi Lige prvakov proti švicarskemu Baslu, takrat je Liverpool po polčasu zaostajal kar s 3:0 a na koncu vseeno izvlekel remi s 3:3. Po tekmi je bil Gerrard glavna tarča kritikov, okaran je bil tudi s strani trenerja ki mu je očital, da ni bil povsem zbran. Gerrard je v svoji avtobiografiji razložil, da je bilo tako samo zaradi poroke njegovih staršev. To je tudi dokazal saj kriza ni trajala dolgo, saj je kajkmalu spet igral kot se za igralca njegovega kalibra spodobi. Tako je odlično igral v finalu Ligaškega pokala proti velikemu rivalu Liverpoola in sicer proti Manchester Unitedu, to tekmo je Liverpool zmagal s 2:0, Gerrard pa je dosegel prvi gol.

### 2003 - 2004 Kapetan Liverpoola
V začetku sezone je Gerrard postal vodja ekipe s tem, da je postal kapetan. Prvič je kapetanski trak nosil 15.10.2003 na tekmi proti Nogometni klub Olimpija (1911-2004). Vlogo kapetana je prejel od Finskega branilca Samia Hyypie. Gérard Houllier mu je to zaupal saj je predvideval, da bi znal s svojim znanjem in samozavestjo dobro vplivati na soigralce in s tem pripomogel k boljšim igram svojega moštva. Prav tako je Gerrard v istem letu podpisal novo štiriletno pogodbo z Liverpoolom, ki naj bi mu nanesla £60 000 na teden. Kakorkoli, čeprav je bil Gerrard kapetan moštva se je sezona 2003/04 za Liverpool konačala brez osvojene trofeje. Po sezoni so se prvič pojavile govorice, da Gerrard utegne zapustiti klub. Vendar to se ni zgodilo. So se pa v klubu zgodile druge spremembe saj je bil zamenjan maneger, namesto Gerarda Houllierja je na njegovo mesto prišel Španec Rafa Benitez.

### 2004–05 Zmagovalci Lige prvakov
Klub je doživel veliko spremembo saj je njihove vrste zapustil angleški napadalec Michael Owen, ki je bil prodan v Real Madrid. Prav tako pa se je poškodal Djibril Cisse napadalec francoskega rodu tako, da je imel Gerrard veliko dela tako v sredinskih kot tudi v napadalnih vrstah. Zaradi vseh naporov se je poškodoval tudi sam in sicer na tekmi proti Manchester Unitedu 20. septembra 2004. Z igrišč je bil odsoten vse do novembra istega leta. Že takrat pa je bilo znano, da Liverpool nima več možnosti za osvojitev Premier lige. Pod pritiskom pa so bili tudi zaradi takrat še slabega položaja v Ligi prvakov.
Liverpool je za napredovanje med 16 najboljših ekip v Ligi prvakov potreboval zmago z dvema goloma razlike proti grški ekipi Olympiakos, kar jim je tudi uspelo saj je Liverpool zmagal s 3:1. Enega izmed golov je prispeval prav Gerrard z izjemnim strelom s slabih 25 metrov. Ta gol štejejo za enega najlepših sploh.
V nadaljevanju Lige prvakov je Liverpool izločil še Bayer iz Leverkusna, Juventus in Chelsea, ter se tako prebili do finala.
2008/ 2009 Gerrard je na tekmi Lige prvakov proti PSV Eindhoven dosegel 100. gol za Liverpool.Gol je dosegel iz prave bombe z okoli 25m.
Sezono 2013/14 je Liverpool končal na drugem mestu in za vodilnim Manchester Cityem zaostal zgolj za dve točki. Tako blizu medalji angleškega prvaka Gerrard še ni bil, ki jo je čakal celotno nogometno kariero. 

### LA Galaxy in zaključek kariere
7. januarja 2015 je LA Galaxy naznanil podpis 18 mesečne pogodbe z angleškim zvezdnikom. Slednji je za klub debitiral 11.6.2015 na prijateljski tekmi, v ligi MLS pa 17.6.2015, ko je tudi prvič zadel. Zadnjo tekmo je odigral 6.11.2016 v ligaški končnici proti Colorado Rapids, kjer je La Galaxy izgubil po izvajanju enajstmetrovk.
24.11.2016 je javnosti na socialnih omrežjih sporočil novico, da se je odločil končati svojo izjemno profesionalno športno pot.